# Braunkopf-Plattkopf
Der Braunkopf- oder Braunwangen-Plattkopf (Cymbacephalus beauforti) kommt in flachem Meeresgebieten, in Tiefen von einem bis zwölf Metern, bei den Philippinen, Borneo, den Mentawai-Inseln, den Molukken, Neuguinea, Neukaledonien, Palau und Yap sowie bei den Ryūkyū-Inseln vor. Er lebt auf Sand-, Geröll- oder Schlickböden, auf Seegraswiesen, in Mangrovengebieten und zwischen Riffen.

## Merkmale
Jungfische sind schwarz, adulte Tiere haben ein braunes Camouflage-Muster. Kennzeichnend für die Art ist die, von oben betrachtet konkave Form der Kopfseiten hinter den Augen, die durch Gruben geprägt werden. Arttypisch ist außerdem ein braunes Band auf den Wangen. Der Braunwangen-Plattkopf wird einen halben Meter lang. Wie alle Vertreter der Familie ist er langgestreckt, hat einen großen flachen Kopf und ein großes Maul. Das Maul endet aber vor dem Auge. Die beiden Vorderkiemenstacheln sind kurz und ungleich lang. Zwei weitere Stacheln befinden sich unter den Augen. Über den Augen tragen sie zehn bis zwölf kurze Hautpapillen, von denen einige verzweigt, andere unverzweigt sind.
Flossenformel: Dorsale IX-X/11, Anale 11

## Lebensweise
Braunwangen-Plattkopf sind Raubfische, die, oft in den Sand eingegraben, auf kleinere Fische, Krebstiere, Kopffüßer und Borstenwürmer lauern. Ihre Fortpflanzungsbiologie ist unbekannt.